# Slovenska legija
Slovenska legija je bila v letih 1941 do 1943 ilegalna vojaška organizacija Slovenske ljudske stranke.
Priprave na organiziranje ilegalnih skupin za predviden nastop proti okupatorju so se pod vodstvom Rudolfa Smersuja začele konec aprila 1941. Ustanovni sestanek Slovenske legije je bil 29. maja 1941,  v Ljubljani. Udeležilo se ga je 12 delegatov slovenske ljudske stranke, mladinske jugoslovanske radikalne skupnosti, Zveze zadružnih delavcev, Zveze združenih delavcev, Zveze fantovskih odsekov in Kmečke zveze.,  Glavne programske točke so bile zbiranje orožja ter vsestranske priprave na odpor proti okupatorju ob ugodnem trenutku, zbiranje vojaških informacij za zavezniško vojsko ter širjenje zavezniške propagande. Vodja legije je bil Smersu, , oktobra 1943 pa ga je nadomestil Mirko Bitenc. Delo legije je usklajeval desetčlanski odbor, pomembnejši člani pa so prevzeli posamezne oddelke; Smersu je vodil organizacijski oddelek, Albin Šmajd obveščevalnega, Jože Sodja propagandnega, oddelek za orožje ter vojaške in tehnične zadeve je vodil
Ernest Peterlin. Vsi novi člani, ki so vstopili v legijo so morali priseči. Novembra 1941 je Slovenska legija začela izdajati glasilo Svobodna Slovenija, ki ga je do konca vojne urejal Miloš Stare, . S pomočjo Slovenske ljudske stranke se je legija zelo hitro razširila in je imela konec leta 1941 člane že v vseh občinah Ljubljanske pokrajine. Osnovne celice Ljudske fronte so bile trojke, ki so se povezovale v roje, ti v desetine, te pa v občinske čete; največje enote pa so bili bataljoni Slovenske legije. Konec leta 1941 je legija štela okoli 5.000 pripadnikov, kasneje pa narasla na okoli 8.000 pripadnikov. Težišče delovanja legije je bil sprva na zbiranju obveščevalnih podatkov, ki jih je vodstvo prenašalo ustreznim britanskim obveščevalnim službam in
begunski vladi v Londonu. Zaradi vedno večjega strahu pred partizani pa se je zanimanje legije vedno bolj obračalo k revolucionarnemu nasprotniku. Tako je imela legija poleti 1942 pomembno vlogo pri organiziranju Prostovoljne protikomunistične milice. Po kapitulaciji fašistične Italije je vodstvo legije pomagalo pri organizaciji
Slovenskega domobranstva ter vsem svojim članom ukazalo naj se vključijo v domobranske enote. Nekateri člani Slovenske legije, ki so še ostali v ilegali, pa so se kasneje vključili v Slovensko narodno vojsko.